# Flughafen Khajuraho

i8
i11
i13
Der Flughafen Khajuraho (englisch Khajuraho Airport, IATA-Code: HJR, ICAO-Code: VEKO) ist ein ca. 225 m hoch gelegener nationaler Flughafen knapp 3 km südlich der Kleinstadt Khajuraho im Distrikt Chhatarpur im mittelindischen Bundesstaat Madhya Pradesh.

## Geschichte
Der vorwiegend touristischen Zwecken (Besuch des von der UNESCO als Weltkulturerbe anerkannten Tempelbezirks von Khajuraho) dienende Flughafen wurde im Jahr 1978 eröffnet; im Januar 2016 wurde ein neues Terminal in Betrieb genommen.

## Verbindungen
Von der 2300 m langen Start- und Landebahn werden hauptsächlich die Städte Delhi, Agra und Varanasi angeflogen. Manchmal gibt es auch Verbindungen zu anderen Städten Indiens. Derzeit sind jedoch alle Flüge wegen der COVID-19-Pandemie ausgesetzt.

## Betreiber
- Betreiber des Flughafens ist die Airports Authority of India.
- Täglich werden nur etwa 10 Flüge abgefertigt.